# تی‌ام
تی‌ام (فرانسوی: Telegraphie Militaire‎)یک لوله خلأ برای تقویت و انتشار سیگنال‌های رادیویی بود که از نوامبر ۱۹۱۵ تا حدود ۱۹۳۵ در فرانسه تولید شد. تی‌ام که برای ارتش فرانسه توسعه‌یافته بود، تبدیل به یک لوله رادیویی سیگنال کوچک برای متفقین در جنگ جهانی اول شد و اولین لوله خلأ تولید شده بود.

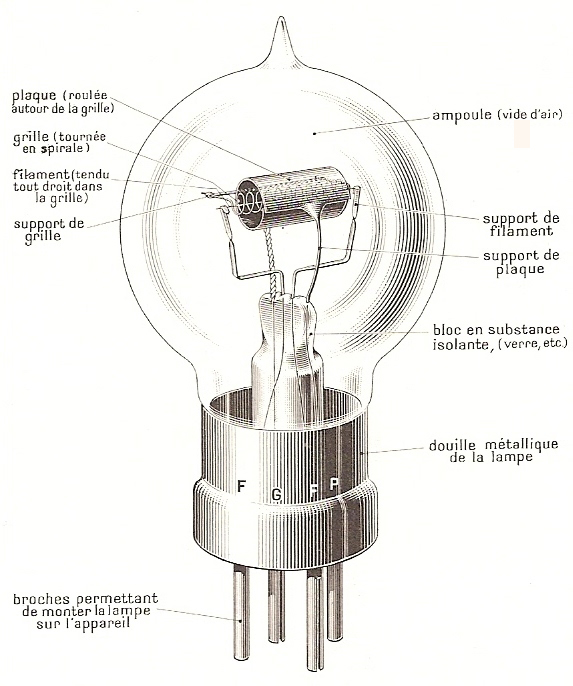